# ماده پاک‌کننده

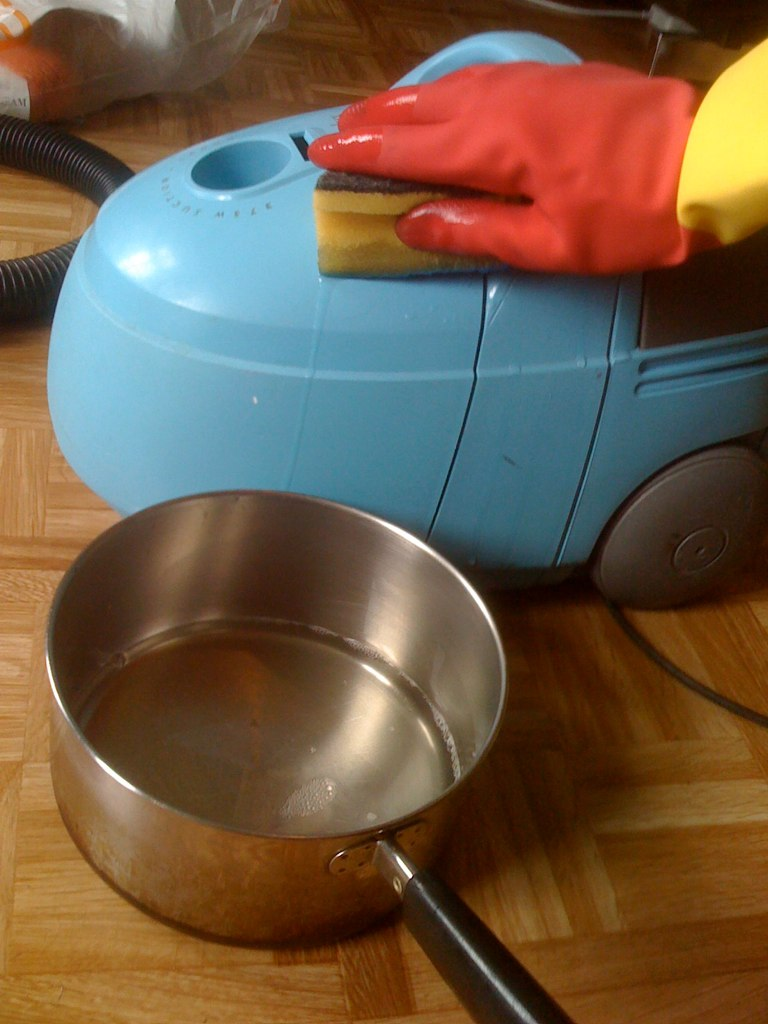
استفاده از مخلوط سرکه اسیدی و صابون برای تمیز کردن سطح پلاستیکی

مواد پاک‌کننده یا مواد تمیزکننده (به انگلیسی: Cleaning agent) یا پاک‌کننده‌های سطوح سخت، موادی هستند (معمولاً مایعات، پودرها، اسپری‌ها یا گرانول‌ها) که برای از بین بردن کثیفی‌ها، از جمله گرد و غبار، لکه‌ها، بوی بد و به‌هم‌ریختگی سطوح استفاده می‌شوند. اهداف پاک‌کننده‌ها شامل سلامتی، زیبایی، از بین بردن بوی نامطلوب و جلوگیری از انتشار آلودگی و آلودگی به خود و دیگران است. برخی از مواد تمیزکننده می‌توانند باکتری‌ها را از بین ببرند (مثلاً باکتری‌های دستگیره در و همچنین باکتری‌های روی میز کار و دیگر سطوح فلزی) و همزمان تمیز کنند. برخی دیگر که چربی‌زدا نامیده می‌شوند، دارای حلال‌های آلی برای کمک به حل شدن روغن‌ها و چربی‌ها هستند.